# Pressa a bilanciere

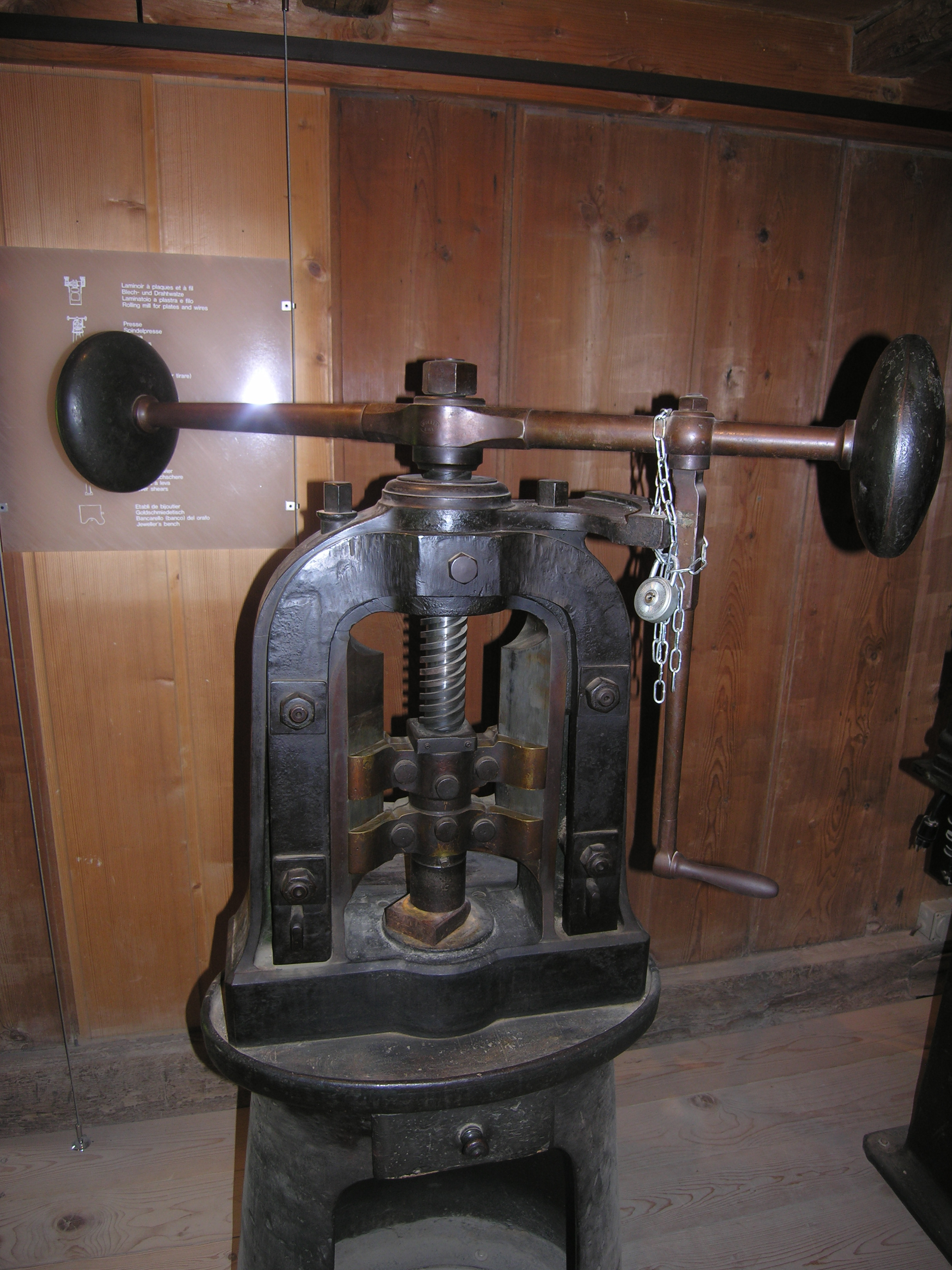
Pressa a bilanciere

Una pressa a bilanciere è un tipo di pressa in cui il perno viene azionato su e giù da una vite. Il funzionamento si basa su una grossa vite che converte il movimento rotatorio di un bilanciere o di un volano in un movimento perpendicolare nella direzione della vite. Un ampio movimento rotatorio si traduce in un piccolo movimento lungo l'asse della vite, e pertanto in un elevato rapporto di riduzione che permette di ottenere elevate forze assiali di compressione.